# Salvatore Gaffiero
Salvatore Gaffiero CO (* 8. März 1828 in Senglea, Malta; † 8. Dezember 1906) war ein maltesischer römisch-katholischer Geistlicher und Weihbischof im Bistum Malta.

## Leben
Seine Eltern waren Salvatore Gaffiero und dessen Ehefrau Concetta Cachia. Bereits mit zwölf Jahren war er 1840 Kanoniker des Kapitels der Kollegiatkirche von Senglea. Die Priesterweihe empfing Salvatore Gaffiero am 20. Dezember 1851. Später trat er in das Oratorium des heiligen Philipp Neri in Senglea ein und wurde dort zweimal (1855–1858 und 1862–1865) zum Propst gewählt. Danach war er Pfarrer in Għargħur und ab 1868 in 1868 in Floriana. Im Jahr 1875 wurde er Kanoniker des Kathedralkapitels, zudem wurde ihm der Ehrentitel Hausprälat Seiner Heiligkeit verliehen.
Papst Leo XIII. ernannte den bereits 70-jährigen Salvatore Gaffiero am 28. November 1898 zum Titularbischof von Selymbria und zum Weihbischof in Malta. Die Bischofsweihe spendete ihm am 15. Januar 1899 der Bischof von Malta, Erzbischof Pietro Pace; Mitkonsekratoren waren Giovanni Maria Camilleri OESA, Bischof von Gozo, und Spiridion Poloméni, Weihbischof in Tunis.